# Palmyre Smits
Palmyre Smits (19de eeuw) was een Belgische schilderes van portretten en genreschilderijen.

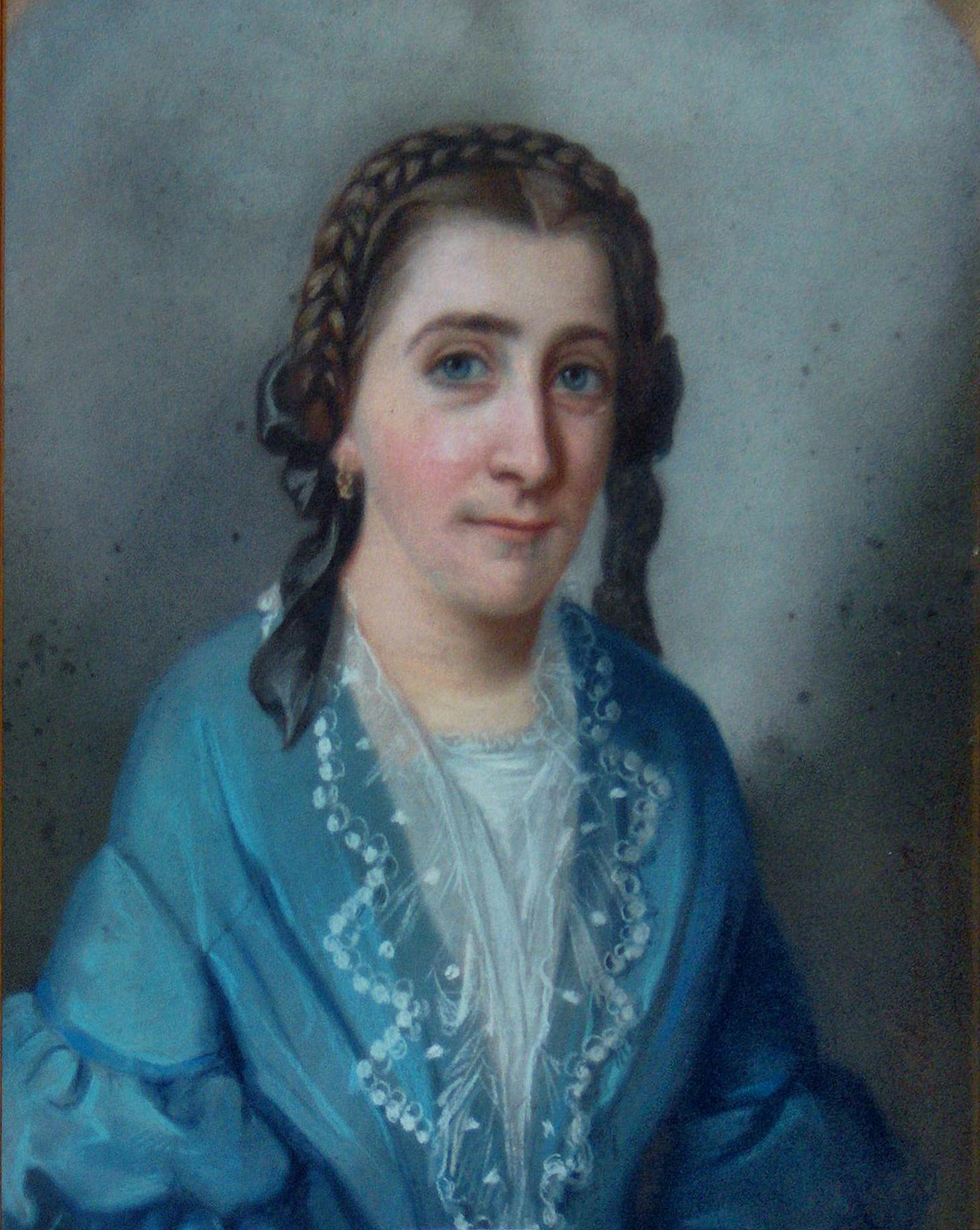
"Edeldame" (1856)

Er zijn slechts weinig biografische gegevens over haar bekend. Ze was reeds actief rond 1843. Zij nam in 1905 met een zelfportret deel aan de Exposition Rétrospective de l’Art Belge in Brussel.